# Olpium granulatum
Olpium granulatum är en spindeldjursart som beskrevs av E.N. Murthy och Taracad Narayanan Ananthakrishnan 1977. Olpium granulatum ingår i släktet Olpium och familjen Olpiidae. Inga underarter finns listade i Catalogue of Life.